# Torneo de las Cuatro Naciones 1887
El Torneo de las Cuatro Naciones de 1887 (Home Nations Championship 1887) fue la quinta edición del principal Torneo del hemisferio norte de rugby.
El campeón del torneo fue la selección de Escocia.

## Clasificación
| Lugar | Selección  | Partidos | Partidos | Partidos  | Partidos | Puntos  | Puntos    | Puntos | Tabla de puntos |
| Lugar | Selección  | Jugados  | Ganados  | Empatados | Perdidos | A favor | En contra | dif.   | Tabla de puntos |
| ----- | ---------- | -------- | -------- | --------- | -------- | ------- | --------- | ------ | --------------- |
| 1     | Escocia    | 3        | 2        | 1         | 0        | 29      | 1         | +28    | 5               |
| 2     | Gales      | 3        | 1        | 1         | 1        | 4       | 23        | -19    | 3               |
| 3     | Inglaterra | 3        | 0        | 2         | 1        | 1       | 7         | -6     | 2               |
| 4     | Irlanda    | 3        | 1        | 0         | 2        | 9       | 12        | -3     | 2               |

## Resultados
| 8 de enero | Gales | 0 - 0 | Inglaterra | Llanelli, |  |

| 5 de febrero | Irlanda | 6 - 0 | Inglaterra | Dublín, |  |

| 19 de febrero | Irlanda | 0 - 8 | Escocia | Belfast, |  |

| 26 de febrero | Escocia | 20 - 0 | Gales | Edimburgo, |  |

| 5 de marzo | Inglaterra | 1 - 1 | Escocia | Mánchester, |  |

| 12 de marzo | Gales | 4 - 3 | Irlanda | Birkenhead, |  |